# 巴尼耶尔
巴尼耶尔（法語：Bannières，法語發音：[banjɛʁ]）是法国奧克西塔尼大區塔恩省的一个市镇，属于卡斯特尔区。

## 地理
巴尼耶尔（43°37'31"N, 1°45'5"E）面积7.31 平方千米，位于法国奧克西塔尼大區塔恩省，该省份为法国南部内陆省份，北起顺时针与阿韦龙省、埃罗省、奥德省、上加龙省和塔恩-加龙省接壤。
与巴尼耶尔接壤的市镇（或旧市镇、城区）包括：弗朗卡尔维尔、索桑、旺迪讷、贝尔卡斯泰勒、蒙卡布里耶、拉沃尔新城、维维耶莱拉沃尔。

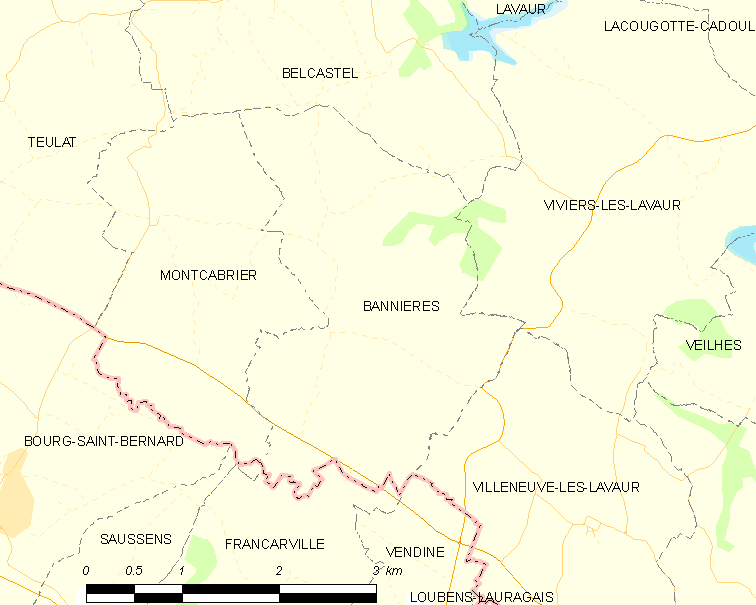
巴尼耶尔的OSM定位图

巴尼耶尔的时区为UTC+01:00、UTC+02:00（夏令时）。

## 行政
巴尼耶尔的邮政编码为81500，INSEE市镇编码为81022。

## 政治
巴尼耶尔所属的省级选区为拉沃尔-科卡涅县。

## 人口

1962-2008年间巴尼耶尔人口变化图示

巴尼耶尔于2022年1月1日时的人口数量为211人。